# Sitniče
Sitniče (en serbe cyrillique : Ситниче) est un village de Serbie situé sur le territoire de la Ville de Novi Pazar, district de Raška. Au recensement de 2011, il comptait 854 habitants.

## Démographie
| 1948 | 1953 | 1961 | 1971  | 1981  | 1991 | 2002 | 2011 |
| ---- | ---- | ---- | ----- | ----- | ---- | ---- | ---- |
| 737  | 827  | 924  | 1 058 | 1 032 | 646  | 778  | 854  |

|  |